# Flim & the BB’s
Flim & the BB‘s waren eine Jazz-Fusion-Band, die in den späten Siebzigern in Minneapolis gegründet wurde und zu den ersten nicht-klassischen Ensembles zählte, deren Musik digital aufgenommen wurde.

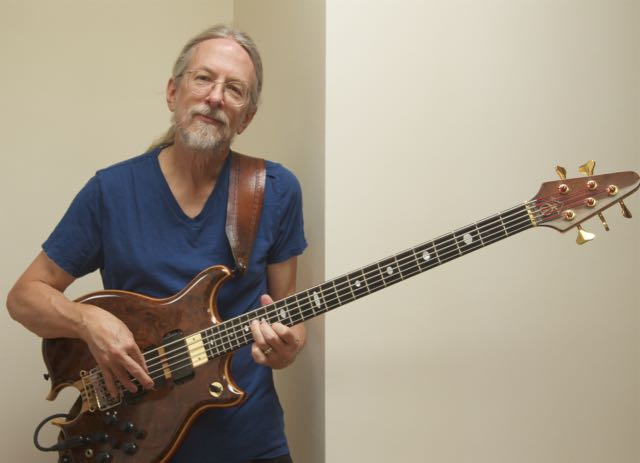
Jimmy Johnson mit seinem Alembic 5-Saiten-Bass, 2016

Der Name der Band leitet sich her vom Spitznamen ‚Flim‘ des Bassisten Jimmy Johnson und den beiden BBs, Bill Berg (Percussion) und Billy Barber (Klavier, Keyboards und Synthesizer). Der Holzbläser Dick Oatts war als Gast auf dem ersten Album zu hören, bevor er ein vollwertiges Mitglied der Band wurde.

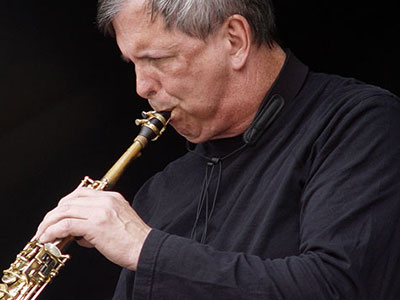
Dick Oats live in Aarhus, Dänemark, 2012

Die Band war eigentlich ein Nebenprojekt, da sie ihren Lebensunterhalt als Studiomusiker verdienten. In den späten 1970er Jahren arbeiteten sie im Studio in Minneapolis und spielten als Band in der Longhorn Bar, die in den späten 1970er und frühen 1980er Jahren ein Nexus der Punkrock- und New-Wave-Szene in Minneapolis war. Sie lernten Tom Jung, den Chefingenieur der Sound 80 Studios in Minneapolis, kennen. Zu dieser Zeit begann das in Minneapolis ansässige Unternehmen 3M mit digitalen Aufnahmen zu experimentieren, und Flim & the BB's wurden engagiert, um diese neue Ausrüstung in Jungs Studio zu testen.
Das selbstbetitelte Debütalbum der Gruppe wurde 1978 bei Sound 80 aufgenommen und sollte angeblich eine Direct-to-disc-Aufnahme werden. Dennoch stellte 3M einen experimentellen Prototyp eines 50,4-kHz-Digitalrekorders in den Regieraum als Backup für den Direktschnitt. Aufgrund dieser speziellen Aufnahmetechnik musste die Band die gesamte LP-Seite ohne Unterbrechung einspielen, ohne dass eine nachträgliche Bearbeitung möglich war. Als sich herausstellte, dass die resultierende Acetatplatte eine schlechtere Klangqualität aufwies als das digitale Masterband, wurde die LP von diesem digitalen Backup-Band gepresst, was sie zur zweiten kommerziell erhältlichen digitalen Aufnahme in den USA machte. Da es sich bei der verwendeten Maschine um einen einmaligen Prototyp handelte, der gebaut wurde, bevor Standards für digitale Aufnahmen etabliert waren, und der innerhalb weniger Monate demontiert wurde, gibt es derzeit keine Möglichkeit, das erste Album auf LP oder CD neu aufzulegen. Aufgrund dieser Unmöglichkeit, das Album neu aufzulegen, wurde es zu einem begehrten Sammlerobjekt.
Das zweite Album der Band, Tricycle, war die erste nicht-klassische Aufnahme, die digital aufgenommen und gemastert wurde und im CD-Format erschien. Es wurde mit dem Mitsubishi X-80 Digital Audio Recorder bei Sound 80 aufgenommen. Die Platte zeigte den vollen Dynamikumfang von CDs und wurde aus diesem Grund zu einer häufig verwendeten Klangreferenz für audiophiles Stereo-Equipement.
Die Alben von Flim & the BB‘s erschienen zunächst bei dem Indie-Label DMP. Die nächsten 4 (Tunnel, Big Notes, Neon, The Further Adventures Of Flim & The BB's) wurden von Digital Audio zur Jazz CD of the Year gewählt. Anfang der 1990er Jahre wechselte die Gruppe zum Major-Label Warner.

## Diskografie

### Studioalben
- Flim & the BB's (Sound 80, 1978)
- Tricycle (DMP, 1983)
- Tunnel (DMP, 1984)
- Big Notes (DMP, 1985)
- Neon (DMP, 1987)
- The Further Adventures of Flim & the BB's (DMP, 1988)
- New Pants (Warner Bros., 1990)
- This is a Recording (Warner Bros., 1992)

### Kompilationen
- Vintage BB's (DMP, 1991) inkl. zwei unveröffentlichter Bonustracks